# Курода, Нагахиса
Нагахиса Курода (1916—2009) — японский орнитолог, сын орнитолога Нагамити Куроды. Автор нескольких книг о птицах Японии. Также писал об анатомии пернатых. В его честь назван ископаемый вид буревестников Calonectris kurodai.

## Биография
Учился в высшей школе Гакусюин и Токийском университете. Получил докторскую степень в Университете Хоккайдо. Играл на виолончели. Особо интересовался морскими птицами. Недолгое время сотрудничал с американской армией (медицинским подразделением 406), остаток жизни проработал в орнитологическом институте Ямашина.